# Клонсилла
Клонсилла (англ. Clonsilla; ирл. Cluain Saileach) — пригород в Ирландии, находится в графстве Фингал (провинция Ленстер).

## Транспорт
Пригород Клонсилла расположен по обе стороны Королевского Канала и связан с переписным посёлком Мейнут железнодорожной веткой местного значения и национальной автомагистралью N3. Железнодорожная станция Клонсилла была введена в действие 1 сентября 1848 года, а 17 июня 1963 года через станцию был запрещён транзит товарных поездов.
Из пригорода в Дублин можно доехать автобусами маршрутов 39, 39а и 239 компании Dublin Bus.